# Tracking and Data Relay Satellite System

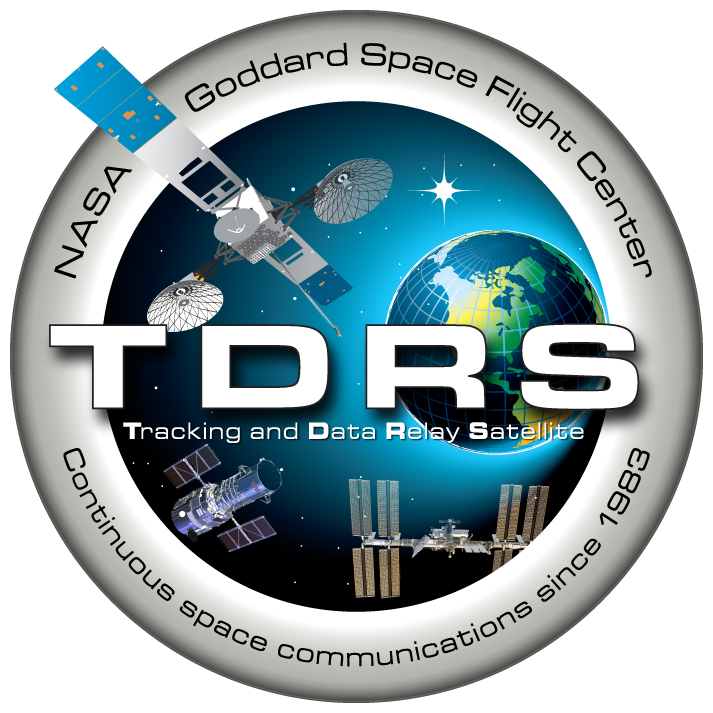
Logo del sistema

Se conoce como TDRSS o Tracking and Data Relay Satellite System (traducible al español como Sistema de seguimiento y retransmisión de datos por satélite) a una red de satélites de comunicaciones estadounidenses y estaciones terrestres utilizadas por la NASA para comunicaciones espaciales. 
El sistema fue diseñado para reemplazar una red existente de estaciones terrestres que habían apoyado todas las misiones tripuladas de la NASA. El objetivo principal del diseño era aumentar el tiempo que las naves espaciales estaban en comunicación con la Tierra y mejorar la cantidad de datos que podrían transferirse.
Creado en 1973, el primer satélite del sistema fue lanzado en 1983 a bordo del Transbordador espacial Challenger en la misión STS-6. Muchos satélites de seguimiento y retransmisión de datos (TDRS) se lanzaron en las décadas de 1980 y 1990 con el transbordador espacial. Otros satélites TDRS fueron lanzados por cohetes Atlas IIA Y Atlas V.
La generación más reciente de satélites proporciona tasas de recepción en tierra de 6 Mbit/s en la banda S y 800 Mbit/s en las bandas Ku y Ka. Esto es utilizado principalmente por las fuerzas armadas de Estados Unidos.

## Funcionamiento

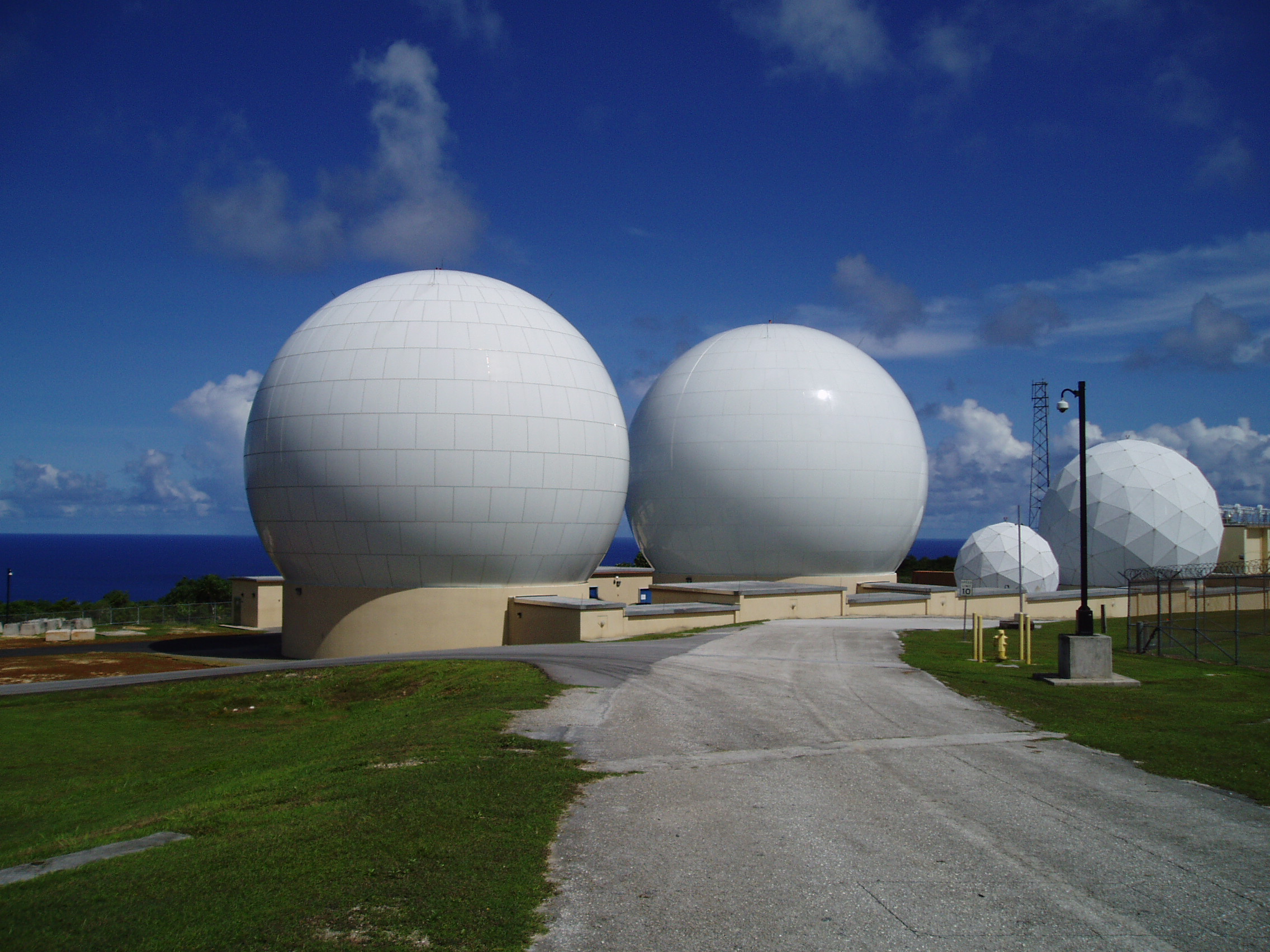
La estación terrena remota de Guam

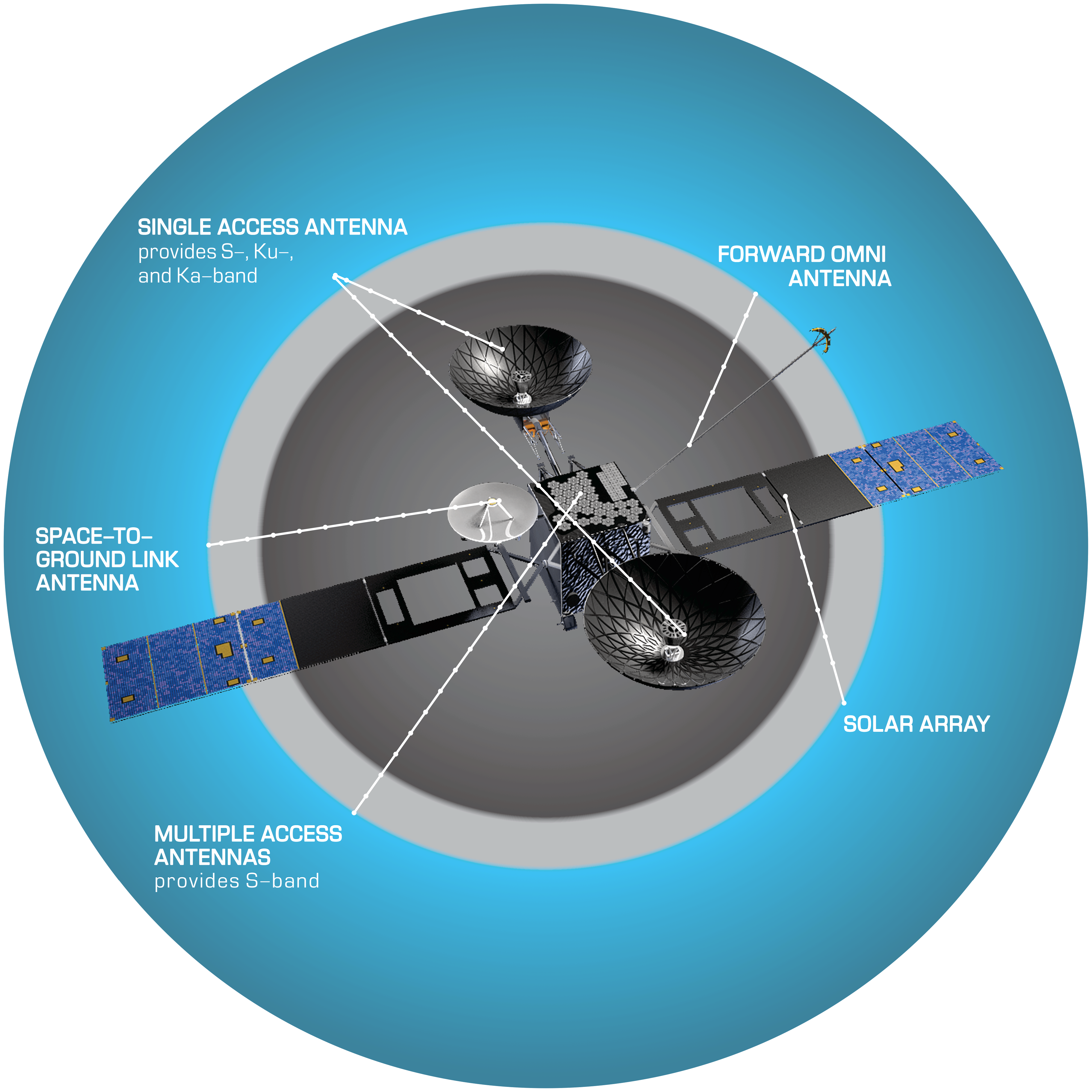
Satélite TDRSS

TDRSS es similar a la mayoría de los otros sistemas espaciales, por lo que se compone de tres segmentos: el segmento terrestre, el segmento espacial y el segmento de usuario. Estos tres segmentos trabajan en conjunto para cumplir la misión. Una emergencia o un fallo en cualquier segmento puede tener un impacto catastrófico en el resto del sistema. Por esta razón todos los segmentos tienen redundancia factorizada.

### Segmento terrestre
El segmento terrestre de TDRSS consta de 3 estaciones terrestres ubicadas en el complejo White Sands (WSC) en Nuevo México, la terminal de tierra remota de Guam (GRGT) y el centro de control de redes ubicado en el Centro Espacial Goddard en Greenbelt, Maryland. Estas 3 estaciones son el corazón de la red, proporcionando servicios de comando y control. Bajo una actualización del sistema que se ha completado, una nueva terminal se ha construido en Blossom Point, Maryland.

### Segmento espacial
El segmento espacial de la constelación de TDRSS es la parte más dinámica del sistema. Incluso con 9 satélites en órbita, el sistema proporciona soporte con 3 satélites primarios, mientras utiliza el resto como repuestos en órbita capaces de uso inmediato como primarias.

### Segmento de usuario
El segmento de usuario de TDRSS incluye muchos de los programas más destacados de la NASA. Programas como el Telescopio espacial Hubble y Landsat transmiten sus observaciones a sus respectivos centros de control de misión a través de TDRSS.

## Operaciones
El sistema TDRSS se ha utilizado para proporcionar servicios de retransmisión de datos a muchos observatorios en órbita, y también a instalaciones antárticas como la estación McMurdo. Las secciones construidas en Estados Unidos de la Estación Espacial Internacional (ISS) utilizan TDRSS para la transmisión de datos.
El sistema también ha sido utilizado con propósitos militares. Ya en 1989, se informó que una función importante de TDRSS era proporcionar transmisión de datos para los satélites de reconocimiento de imágenes de radar Lacrosse operados por la Oficina Nacional de Reconocimiento.

## Satélites
Los siguientes satélites de seguimiento y retransmisión de datos (TDRS) forman o formaban parte del sistema TDRSS:
- TDRS-1
- TDRS-B
- TDRS-3
- TDRS-4
- TDRS-5
- TDRS-6
- TDRS-7
- TDRS-8
- TDRS-9
- TDRS-10
- TDRS-11
- TDRS-12
- TDRS-13